# 若狭徹 (考古学者)
若狭 徹（わかさ とおる、1962年 - ）は、日本の考古学者、明治大学文学部教授。

## 経歴
長野県生まれ、群馬県育ち。群馬県立高崎高等学校、明治大学文学部史学地理学科考古学専攻卒業。2007年「古墳時代地域社会構造の研究 ―上毛野から提唱する水利開発主導型の社会モデル」で明大博士（史学）。
群馬町教育委員会、高崎市教育委員会の学芸員として、史跡保渡田古墳群の調査・整備、かみつけの里博物館の建設・運営、史跡北谷遺跡、重要文化財新町紡績所、特別史跡上野三碑などの保存活用にたずさわる。
2010年に濱田青陵賞・藤森栄一賞、2015年に古代歴史文化賞を受賞。
高崎市教育委員会文化財保護課長を経て、2017年に明治大学に着任（准教授）、2022年より教授に就任。文化庁文化審議会専門委員（文化財分科会）、群馬県文化財保護審議会専門委員ほか、各地の史跡整備委員を務める。
2025年4月より群馬県立歴史博物館特別館長に併任される。

## 著書

### 単著
- 『古墳時代の地域社会復元 ー三ツ寺1遺跡』新泉社、2004 シリーズ「遺跡を学ぶ」
- 『古墳時代の水利社会研究』学生社、2007
- 『もっと知りたいはにわの世界ー 古代社会からのメッセージ』東京美術、2009 アート・ビギナーズ・コレクションプラス
- 『ビジュアル版　古墳時代ガイドブック』新泉社、2013 シリーズ「遺跡を学ぶ」 別冊
- 『東国から読み解く古墳時代』吉川弘文館、2015　歴史文化ライブラリー394 ISBN　9784642057943
- 『前方後円墳と東国社会（古代の東国1　古墳時代）』吉川弘文館、2016 ISBN　9784642068185
- 『学習まんが日本の歴史　１　列島のあけぼの』（監修）講談社、2020
- 『埴輪は語る』ちくま新書、2021
- 『古墳時代東国の地域経営』吉川弘文館、2021 ISBN　9784642093613
- 『埴輪―古代の証言者たち』角川ソフィア文庫、2022

### 共編著
- 『古墳時代毛野(けぬ)の実像』右島和夫、内山敏行共編 雄山閣、2011 季刊考古学・別冊
- 『初めて学ぶ考古学』佐々木憲一・小杉康・菱田哲郎・朽木量共編、有斐閣、2011有斐閣アルマ
- 『継体大王と地方豪族ー古墳から探る六世紀の日本』埼玉県立さきたま史跡の博物館共編、吉川弘文館、2025年1月　ISBN　9784642084635

## 参考
- [ISBN 978-4-7877-1330-8]